# Новогвинейская кибинаго
Новогвинейская кибинаго (лат. Spratelloides lewisi) — вид лучепёрых рыб из семейства сельдевых (Clupeidae). Распространены в западной части Тихого океана. Максимальная длина тела 6 см. Морские стайные пелагические рыбы.

## Описание
Максимальная длина тела 6 см. Тело удлинённое, цилиндрической формы на поперечном сечении, покрыто циклоидной чешуёй; брюхо закруглённое. Полосы на чешуе не соединяются в центре чешуи. Нет брюшного киля перед и после брюшных плавников. Килеватые чешуйки у основания брюшных плавников W-образные. Верхняя челюсть зазубренная. Предчелюстная кость треугольной формы. Две надчелюстные кости, вторая надчелюстная кость веслообразная, асимметричная (нижняя часть крупнее верхней). Жаберных перепонок 6—7. На нижней части первой жаберной дуги 28—32 жаберных тычинок. Спинной плавник расположен в средней части спины. В спинном плавнике 12—13 мягких лучей. В анальном плавнике 10—14 мягких лучей (преимущественно 10—11). В латеральной серии 39—43 рядов чешуи. По боку тела проходит ярко-серебристая полоса, которая постепенно исчезает у передней части тела (полностью исчезает у окончания грудных плавников).

## Биология
Морские пелагические рыбы. Обитают в прибрежных водах на глубине до 50 м. Образуют большие скопления. Питаются ракообразными (преимущественно Calanoida). Короткоживущий вид, продолжительность жизни не более 120 дней. Самки достигают половозрелости при длине тела 3,4—4,3 см. Нерест порционный. У берегов Кирибати нерестятся с октября по май .

## Ареал
Распространены в западной части Тихого океана (Соломоновы острова, Папуа — Новая Гвинея, Западная Новая Гвинея, Кирибати).